# Association des services Internet communautaires
 (juin 2018).
Si vous disposez d'ouvrages ou d'articles de référence ou si vous connaissez des sites web de qualité traitant du thème abordé ici, merci de compléter l'article en donnant les références utiles à sa vérifiabilité et en les liant à la section « Notes et références ».
Pour les articles homonymes, voir ASIC.
L’Association des Services Internet Communautaires (ASIC) est un lobby créé en décembre 2007 par AOL, Dailymotion, Google, PriceMinister et Yahoo! et réunit également AirBnb, Amazon, Deezer, eBay, Facebook, Microsoft, Twitter, Netflix, Meetic et Loopsider.
Son président est Giuseppe de Martino.

## Prises de position notables
L'ASIC, prend position contre la loi renseignement en avril 2015, estimant que "l'installation de “boîtes noires” offrira aux services de renseignement un accès sans précédent aux faits et gestes de tous les internautes".
Elle indique en juillet 2019 que la proposition de loi visant à lutter contre les contenus haineux sur Internet « risque de conférer des responsabilités exorbitantes aux plateformes ».
L'ASIC est parfois qualifiée de « le lobby des géants du Web ».